# Grantia infrequens
Grantia infrequens är en svampdjursart som först beskrevs av Carter 1886.  Grantia infrequens ingår i släktet Grantia och familjen Grantiidae. Inga underarter finns listade i Catalogue of Life.